# LWL-Medienzentrum für Westfalen
Das LWL-Medienzentrum für Westfalen in Münster ist eine öffentliche Bildungs- und Kultureinrichtung in Trägerschaft des Landschaftsverbandes Westfalen-Lippe und eines von zwei Landesmedienzentren in Nordrhein-Westfalen.

## Geschichte und Aufgaben
1928 als „Landesbildstelle“ gegründet, hat das LWL-Medienzentrum für Westfalen – wie es seit 2006 heißt – heute einen dreifachen Auftrag: Die Förderung des Lernens mit und über Medien in Schule und außerschulischer Bildung, die mediengestützte Dokumentation und Vermittlung von Geschichte und Gegenwart Westfalens und die Sicherung der fotografischen, filmischen und tonlichen Überlieferung Westfalens in einem Bild-, Film- und Tonarchiv.
Zu seinen besonderen Aufgaben gehört die mediengestützte Vermittlung des Landesteils Westfalen in die schulische und außerschulische Bildungsarbeit. Filme, Fotodokumentationen, Audio- und Multimedia-Produktionen beschäftigen sich mit der Geschichte und Gegenwart Westfalens.
Das Bildarchiv des LWL-Medienzentrums, das Bildarchiv Westfalen, archiviert, erschließt und präsentiert historische und aktuelle Fotografien aus ganz Westfalen. Es stellt damit eine umfangreiche Quelle zur Geschichte der Region und ihrer Menschen dar. Rund 600.000 Fotografien aus der Zeit zwischen 1850 und der Gegenwart veranschaulichen westfälische Landschaften, Städte und Dörfer, Landwirtschaft, Handwerk- und Industriekultur, Kunst, Architektur, Brauchtum und nicht zuletzt auch die Menschen und ihren Alltag im Wandel der Zeit. Über 10 Prozent des Bestands können online recherchiert und betrachtet werden.
Das Film- und Tonarchiv des LWL-Medienzentrums hat die Aufgabe, Filme und Tondokumente aus und über Westfalen zu sammeln, zu sichern, zu erschließen und wieder zugänglich zu machen. Seit seiner Gründung Anfang der 1990er Jahre haben zahlreiche Kommunalarchive, Museen, Heimatvereine und andere Institutionen ihre Filme bzw. Filmbestände in den klimatisierten Magazinräumen des LWL-Medienzentrums eingelagert. Im Gegenzug erhalten die Eigentümer eine Umspielung ihrer Schätze auf einem Datenträger, so dass die Filme am Ort ihrer Entstehung präsent bleiben. Über die Editionsreihe „Westfalen in historischen Filmen“ werden ausgewählte Filmdokumente für eine breite Öffentlichkeit verfügbar gemacht.
Mit der Medienberatung NRW, FILM+SCHULE NRW sowie Bildungspartner NRW nimmt das LWL-Medienzentrum gemeinsam mit dem LVR-Zentrum für Medien und Bildung im Auftrag des nordrhein-westfälischen Schulministeriums auch landesweite Aufgaben wahr. Ebenfalls zusammen mit dem LVR-Zentrum für Medien und Bildung betreibt das LWL-Medienzentrum den Online-Dienst EDMOND NRW, über den Lehrkräfte kostenlos Bildungsmedien für ihren Unterricht herunterladen können.
Leiter des LWL-Medienzentrums waren seit seiner Gründung: Otto Brandt (1928), Paul Buhl (1928–1945), Walter Hagemann (1952–1959), Adolf Lensing (1959–1982), Wolfgang Linke (1982–2000) und Markus Köster (seit 2002).